# انهدام هواپیمای آرژانتینی برفراز ارمنستان در سال ۱۳۶۰
در ۱۸ ژوئیه ۱۹۸۱ مطابق با ۲۷ تیرماه ۱۳۶۰ یک فروند هواپیمای ترابری متعلق به شرکت آرژانتینی ریوپلاتن از نوع کاناداییر ۴۴ برفراز ارمنستان توسط یک سوخو-۱۵ شوروی ساقط شد. سه خدمه هواپیما و استوارت آلن مک کافرتی دلال اسلحه در آن کشته شدند و خلبان سوخو نیز با چتر نجات فرود آمد. بعد مشخص شد که هواپیما از اسرائیل و با یک توقف در قبرس به ایران سلاح تحویل داده بوده و در حال بازگشت به قبرس بود که این حادثه رخ داد.

## پیشینه
استوارت آلن مک کافرتی اسکاتلندی برای انتقال ۳۶۰ تن (۳۶۰۰۰۰ کیلوگرم؛ ۷۹۰۰۰۰ پوند) قطعات یدکی تانک و مهمات آمریکایی از تل آویو به تهران استخدام شد و شریک سوئیسی او یک دلال اسلحه بنام آندریاس جنی بود. مک کافرتی با چندین شرکت هواپیمایی چارتر در آمریکا تماس گرفت و به آنها ۱۷۵۰۰۰ دلار پیشنهاد کرد تا در ۱۵ پرواز «داروهایی» را از اسرائیل به ایران حمل کنند، اما هیچ‌یک از آنها علاقه ای نداشتند. در ژوئن ۱۹۸۱ (خرداد ۱۳۶۰) مک کافرتی به بوئنوس آیرس سفر کرد، جایی که Transporte Aéreo Rioplatense را متقاعد کرد که یکی از هواپیماهای باری CL-44 آنها را اجاره کند.
پس از تکمیل دو پرواز رفت و برگشت اول از تل آویو به تهران (با توقف در لارناکا در قبرس)، این شرکت هواپیمایی پس از تحویل سومین بخش محموله به ایران در حال بازگشت به قبرس بود که این حادثه رخ داد
قبل از این حادثه، اتحاد جماهیر شوروی از اسرائیل درخواست کرده بود که آنچه را که در این پروازهای باری از تل آویو و در مسیر مرز ترکیه و شوروی به تهران منتقل می‌شود، برایش توضیح دهد اما دولت اسرائیل نادیده گرفته بود.

## حادثه
این حادثه در نزدیکی تقاطع مرزهای ارمنستان، آذربایجان، ایران و ترکیه رخ داد.

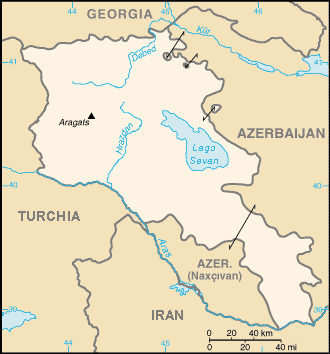
حادثه در مرز ایران-ارمنستان-ترکیه رخ داد

در پرواز برگشت از تهران، هواپیما از مسیر خارج شد. پس از حرکت به سمت مرز ترکیه، به حریم هوایی شوروی در جمهوری سوسیالیستی آذربایجان شوروی منحرف شد، که باعث شد شوروی یک سوخو ۱۵ نیروی دفاع هوایی (نام ناتو "فلاگون") را برای رهگیری هواپیما بفرستد. خدمه در پاسخ به تماس‌های رادیویی و سیگنال‌های بصری خلبان جنگنده ناکام ماندند. خدمه CL-44 سعی کردند از منطقه دور شوند ولی خلبان شوروی هواپیمای خود را به دم هواپیمای ترابری کوبید و باعث شد هر دو هواپیما در نزدیکی ایروان سقوط کنند. خلبان جنگنده موفق به ایجکت شد، اما چهار سرنشین CL-44 - سه خدمه آرژانتینی و مک آفرتی، کشته شدند.
شریک او جنی، ادعا کرد که هواپیما در خاک ترکیه سرنگون شده‌است.
مشخص نیست که آیا این برخورد عمدی بوده‌است یا خیر؛
خلبان شوروی گفت که او عمداً برای سرنگونی هواپیمای دشمن عمل کرده ولی کارشناسان هوانوردی غربی معتقد بودند که او مرتکب اشتباه شده و متعاقباً داستانی از شجاعت برای خود اختراع کرده‌است.